# David Krejčí
David Krejčí (* 28. April 1986 in Šternberk, Tschechoslowakei) ist ein ehemaliger tschechischer Eishockeyspieler, der im Verlauf seiner aktiven Karriere zwischen 2002 und 2023 unter anderem 1.192 Spiele für die Boston Bruins in der National Hockey League (NHL) auf der Position des Centers bestritten hat. Mit den Bruins gewann Krejčí in den Playoffs 2011 den Stanley Cup.

## Karriere

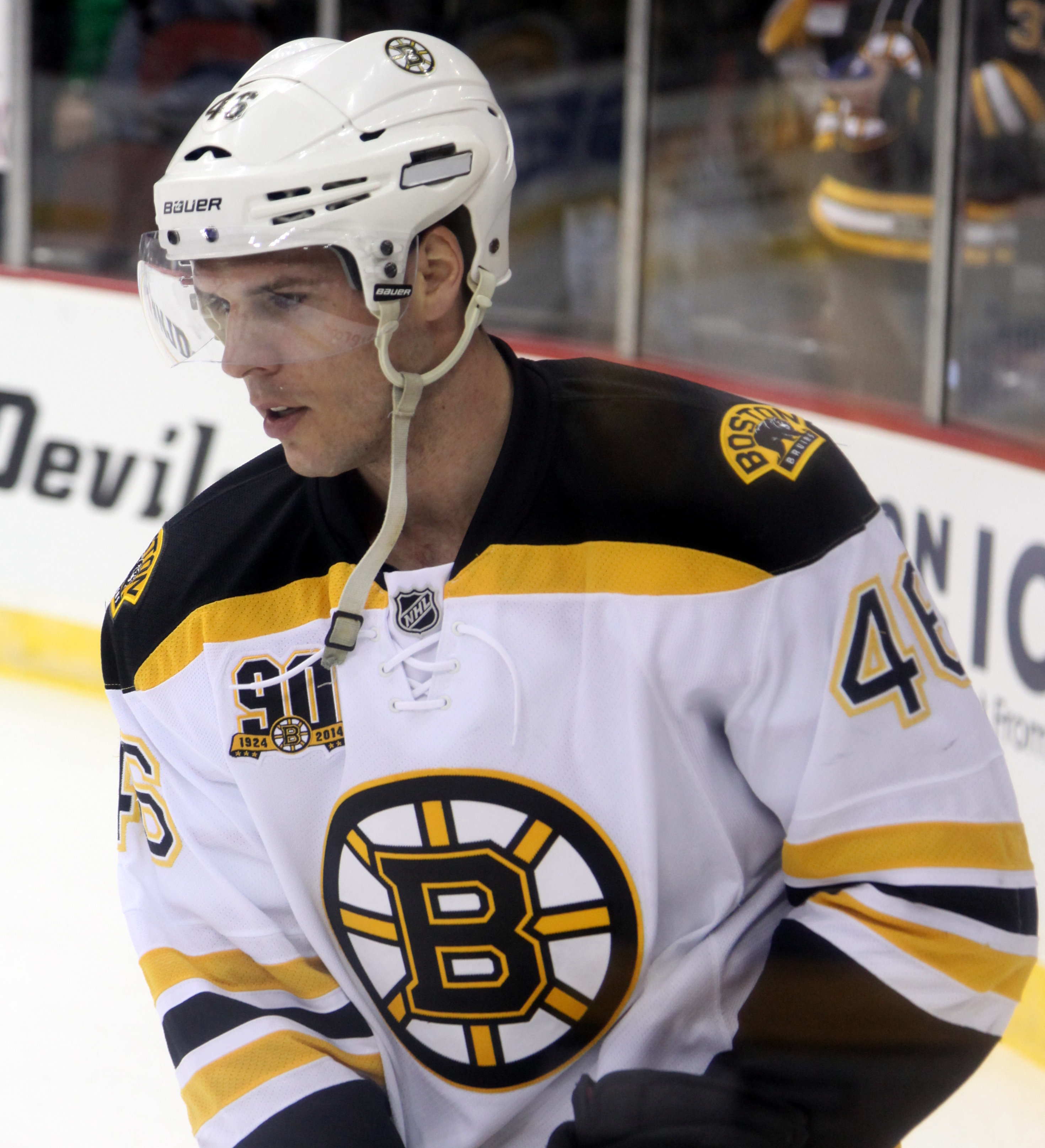
Krejčí im Trikot der Boston Bruins (2014)

### National
Krejčí begann seine Karriere in seiner Heimatstadt in den Juniorenmannschaften des HC Šternberk, bei dem sein Vater als Trainer arbeitete. Mit vier Jahren begann er mit dem Schlittschuhlaufen und schon bald gehörte er der Kindermannschaft des Vereins an. In den folgenden Jahren entwickelte er sich zu einem technisch staken Angriffsspieler und gewann viele Auszeichnungen und Pokale. Im Alter von neun Jahren wechselte er zum HC Olomouc, da Olomouc zu diesem Zeitpunkt eine Extraliga-Mannschaft war und eine sehr gute Nachwuchsarbeit machte. Mit den Juniorenmannschaften gewann Krejčí mehrere tschechische Meistertitel, bevor er im Sommer 2001 aufgrund der Insolvenz des HC Olomouc zum HC Oceláři Třinec wechselte. Für den Verein aus Třinec spielte er sowohl in der U18- als auch in der U20-Extraliga. Die Spielzeit 2003/04 verbrachte er in der U20-Nachwuchsmannschaft des HC Rabat Kladno, bevor er während des NHL Entry Draft 2004 von den Boston Bruins aus der National Hockey League (NHL) in der zweiten Runde an insgesamt 63. Stelle ausgewählt wurde.
Die Organisation der Bruins riet ihm zu einem Wechsel nach Nordamerika, so dass er zwischen 2004 und 2006 für die Olympiques de Gatineau, die ihn beim CHL Import Draft 2006 an insgesamt sechster Position gezogen hatten, in der Ligue de hockey junior majeur du Québec (LHJMQ) spielte. In der Saison 2006/07 wurde Krejčí dann zunächst im Farmteam der Bruins in der American Hockey League (AHL), den Providence Bruins, eingesetzt. Am 30. Januar 2007 debütierte er für Boston in der NHL, verletzte sich aber bei einem Check von Gegenspieler Adam Mair. Knapp einen Monat später erzielte er in einem Shootout gegen die Carolina Hurricanes sein erstes NHL-Tor. Eine Woche später, am 26. Februar 2007, erzielte er dann sein erstes Tor aus dem Spiel heraus. In der folgenden Spielzeit gehörte Krejčí regelmäßig dem NHL-Kader der Bruins an, absolvierte aber auch 25 Spiele in der AHL für Providence.
Im Jahr 2011 gewann er mit den Bruins den Stanley Cup und war bester Scorer in den Playoffs. Am 1. Dezember desselben Jahres verlängerte er seinen Vertrag bei den Bruins bis 2015, bevor er im September 2014 einen neuen Sechsjahresvertrag unterzeichnete. Im Sommer 2021 kündigte Krejčí an, dass er die Bruins nach insgesamt 14 Spielzeiten verlassen und in sein Heimatland zurückkehren werde, um dort seine Karriere fortzusetzen. Dies bestätigte sich im August 2021, als er zu seinem Jugendverein, dem HC Olomouc, wechselte. Dort sammelte der Mittelstürmer im Verlauf der Saison 2021/22 in 56 Spielen insgesamt 51 Scorerpunkte.
Im August 2022 kehrte der Tscheche auf Basis eines Einjahresvertrags nach Boston zurück und bestritt im Januar 2023 seine insgesamt 1000. Partie der regulären Saison in der NHL, wobei er zum siebten Spieler wurde, dem dies ausschließlich im Trikot der Boston Bruins gelang. Nach Ablauf des Vertrags gab der 37-Jährige im August 2023 das Ende seiner Profikarriere bekannt.

### International
David Krejčí hat in seiner Laufbahn an zehn großen Turnieren teilgenommen. Für die U18- bzw. U20-Nationalmannschaft nahm er an der U18-Weltmeisterschaft 2004 sowie der U20-Weltmeisterschaft 2005 und 2006 teil. Nachdem die Boston Bruins aus den Stanley-Cup-Playoffs 2008 ausgeschieden waren, bekam David Krejčí die Berufung in den Kader der Tschechen für die Weltmeisterschaft 2008. Dort wurde er in fünf Spielen eingesetzt, erzielte aber keinen Scorerpunkt. Weitere Auftritte im Nationaltrikot hatte er bei den Weltmeisterschaften der Jahre 2012, 2018 und 2022, wobei er bei den Welttitelkämpfen 2012 und 2022 jeweils die Bronzemedaille gewann. Darüber hinaus spielte der Stürmer bei den Olympischen Winterspielen 2010 in Vancouver, 2014 in Sotschi und 2022 in Peking.

## Erfolge und Auszeichnungen

### National
- 2009 NHL Plus/Minus Award (nicht offiziell vergeben)
- 2011 Stanley-Cup-Gewinn mit den Boston Bruins
- 2014 NHL Plus/Minus Award  (nicht offiziell vergeben)

### International
- 2004 Bronzemedaille bei der U18-Junioren-Weltmeisterschaft
- 2004 Bronzemedaille bei der U20-Junioren-Weltmeisterschaft
- 2012 Bronzemedaille bei der Weltmeisterschaft
- 2022 Bronzemedaille bei der Weltmeisterschaft

## Karrierestatistik

### International
Vertrat Tschechien bei:
| - U18-Junioren-Weltmeisterschaft 2004 - U20-Junioren-Weltmeisterschaft 2005 - U20-Junioren-Weltmeisterschaft 2006 - Weltmeisterschaft 2008 - Olympischen Winterspielen 2010 | - Weltmeisterschaft 2012 - Olympischen Winterspielen 2014 - Weltmeisterschaft 2018 - Olympischen Winterspielen 2022 - Weltmeisterschaft 2022 |

(Legende zur Spielerstatistik: Sp oder GP = absolvierte Spiele; T oder G = erzielte Tore; V oder A = erzielte Assists; Pkt oder Pts = erzielte Scorerpunkte; SM oder PIM = erhaltene Strafminuten; +/− = Plus/Minus-Bilanz; PP = erzielte Überzahltore; SH = erzielte Unterzahltore; GW = erzielte Siegtore; 1 Play-downs/Relegation; Kursiv: Statistik nicht vollständig)